# Carpineto Romano
Carpineto Romano è un comune italiano di 3 945 abitanti della città metropolitana di Roma Capitale nel Lazio.

## Geografia fisica

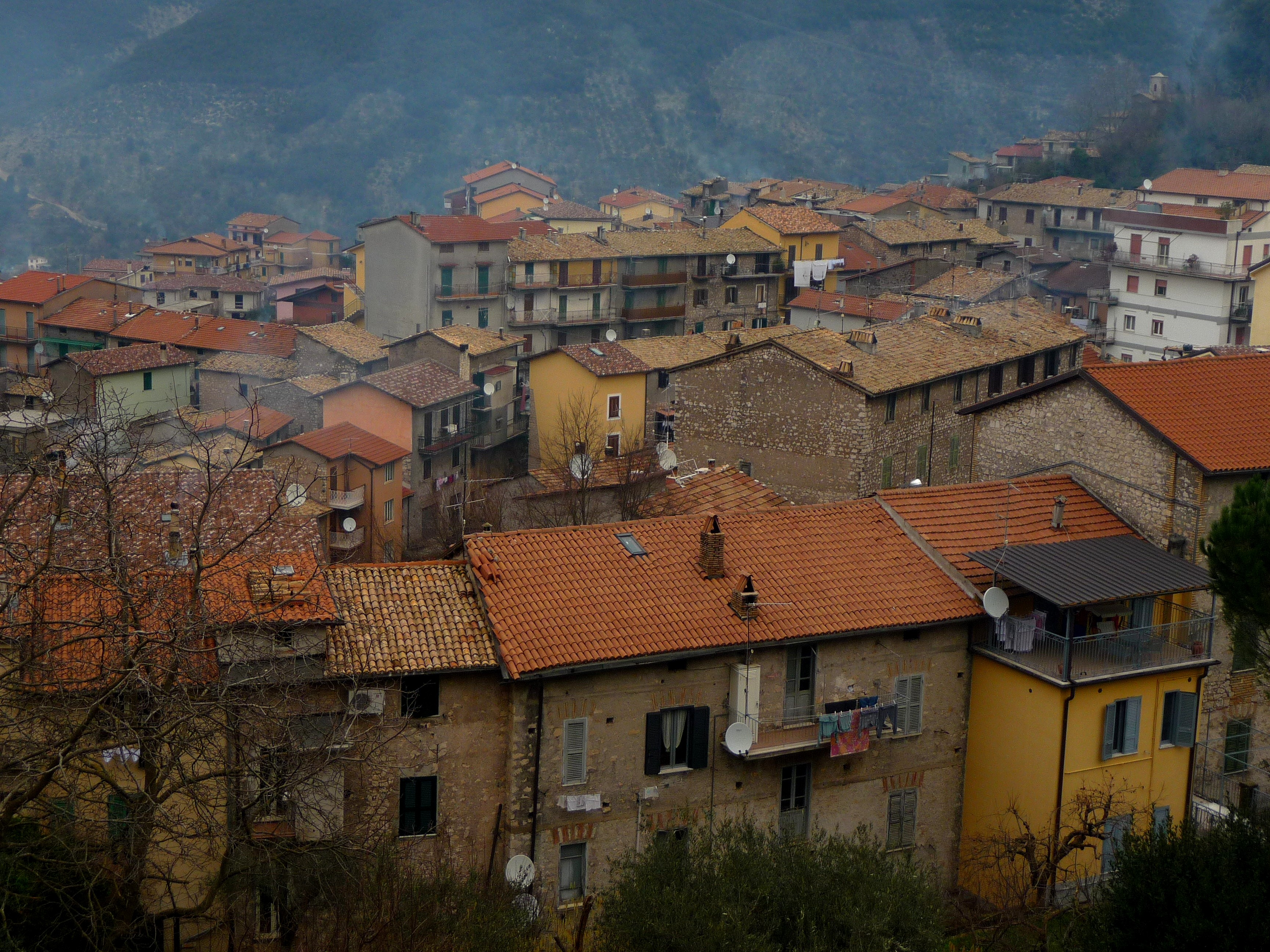
Veduta panoramica di Carpineto Romano

### Territorio

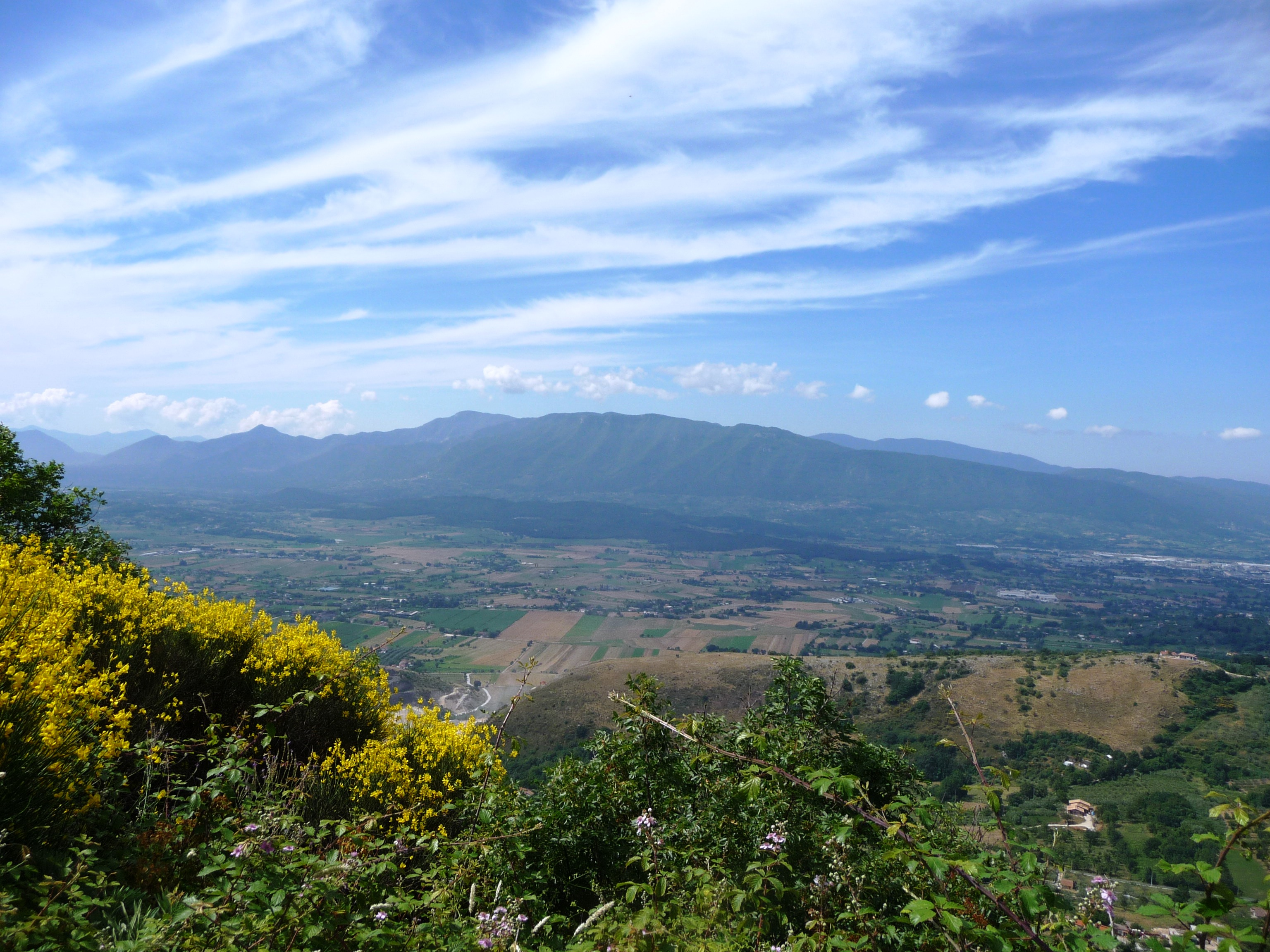
Monti Lepini vista dagli Ernici, al centro la Valle Latina

Il paese è situato nel cuore dei Monti Lepini, ai confini con le province di Latina e Frosinone. Il territorio di Carpineto Romano è prevalentemente composto da catene montuose che hanno nei 1536 metri del Monte Semprevisa la loro cima più elevata. Nel territorio comunale si elevano anche il Monte Capreo, il Monte Gemma, il Monte Erdigheta, il Monte Perentile, il Monte Malaina, Cima Mandrini, Colle la Costa, Colle Riai, Costa Pecci e Monte Pizzone.
Il centro abitato si snoda su due colline alle pendici di Monte Capreo (1421 m s.l.m.), sulla cui sommità papa Leone XIII (al secolo Vincenzo Gioacchino Pecci), nativo della cittadina lepina, fece porre una croce commemorativa nel 1901.
Come tutto il resto del comprensorio lepino, il territorio è interessato da fenomeni carsici di notevole interesse speleologico. Tra i boschi di faggio non è raro imbattersi in doline (che nel dialetto locale vengono chiamate "ousi") e grotte tra le più profonde di tutta l'Italia centrale. Il comune di Carpineto Romano con le sue 264 grotte (14%) è il comune del Lazio con il maggior numero di cavità. A maggio 2011 sono inserite a catasto 1858 grotte.

#### Orografia
Monti Lepini
- Monte Semprevisa
- Monte Capreo
- Monte Gemma
- Monte Erdigheta
- Monte Perentile
- Monte Malaina
- Cima Mandrini
- Colle la Costa
- Colle Riai
- Costa Pecci
- Monte Pizzone

### Clima
- Classificazione climatica: zona D, 2063 GR/G

## Storia

### Età antica
Il territorio di Carpineto Romano fu abitato in epoca preromana dai Volsci, popolazione italica stanziata nella zona compresa tra i Colli Albani e i Monti Aurunci.

### Età medievale
Il centro abitato odierno affonda le sue origini nell'alto Medioevo, le prime tracce scritte dell'esistenza di Carpineto risalgono al 1077, anno in cui i Canonici Lateranensi concedettero in affitto il feudo carpinetano alla potente famiglia dei De Ceccano. A questi ultimi si avvicendarono nel 1299 i Caetani, famiglia del pontefice anagnino Bonifacio VIII.
Altre famiglie della nobiltà laziale possedettero il feudo di Carpineto, fino a quando alla fine del XVI secolo fu acquistato dal cardinale Pietro Aldobrandini, nipote di papa Clemente VIII. Donna Olimpia Aldobrandini, sorella del cardinal Pietro, ne fece il suo "bello stato", accorpando i territori dei vicini comuni di Montelanico, Gorga, Gavignano e Maenza.
Durante quel periodo Carpineto diventò un ducato e conobbe il suo periodo di maggior fioritura artistica e culturale, con artisti come Caravaggio che contribuirono ad abbellire la cittadina lepina con chiese e opere di pregio, come il San Francesco in meditazione per secoli custodito nella sacrestia della chiesa di San Pietro Apostolo.

### Età moderna
Nel Cinquecento un ramo delle senese famiglia Pecci, che vantava vari ecclesiastici, commercianti e notabili, s'installò a Carpineto nel Castello che fu dei de Ceccano, ampliandolo durante i secoli e nel quale nascerà il futuro Leone XIII.

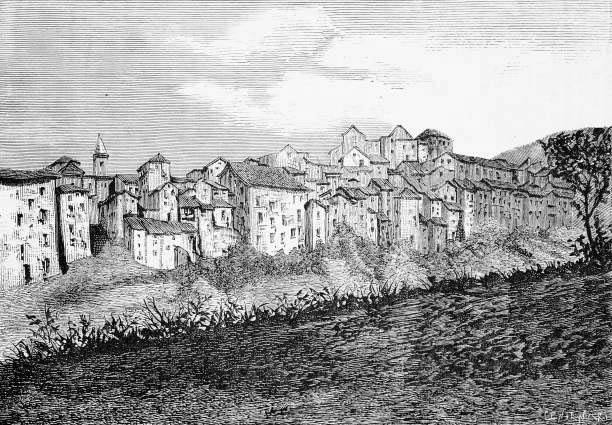
Carpineto Romano nel 1878

Agli inizi del XIX secolo conobbe l'avanzata delle truppe di Napoleone ed entrò con il resto del Lazio nel Primo Impero francese. In quel tempo nacque Gioacchino Pecci, destinato a diventare papa Leone XIII qualche decennio più tardi. Durante l'invasione napoleonica e negli anni successivi, Carpineto vide il nascere il triste fenomeno del brigantaggio. L'ascesa al soglio pontificio di Leone XIII cambiò il volto della cittadina lepina, che ebbe una nuova fioritura artistica e si arricchì di chiese, statue e fontane pubbliche.

### Età contemporanea
Durante la seconda guerra mondiale fu bombardata e occupata dalle truppe tedesche, arrecando gravi danni alla popolazione. Tra gli episodi più vivi nella memoria collettiva di quel periodo ci sono sicuramente i soprusi delle truppe coloniali francesi, le cosiddette marocchinate, a danno della cittadinanza carpinetana.

## Società

### Evoluzione demografica
Abitanti censiti

## Monumenti e luoghi d'interesse

### Architetture religiose
- Chiesa Collegiata del Sacro Cuore
- Chiesa di S.Pietro Apostolo con convento
- Chiesa di S.Agostino con convento
- Chiesa di San Leone Magno
- Chiesa di Santa Maria del Popolo
- Chiesa di San Sebastiano Martire
- Chiesa di San Michele Arcangelo
- Chiesa di San Giacomo Maggiore
- Chiesa di San Giovanni
- Chiesa SS.ma Annunziata
- Chiesa di San Nicola (Sconsacrata, adesso Museo Cimeli di Leone XIII)

### Architetture civili
- Palazzo Pecci
- la reggia dei Volsci

### Fontane

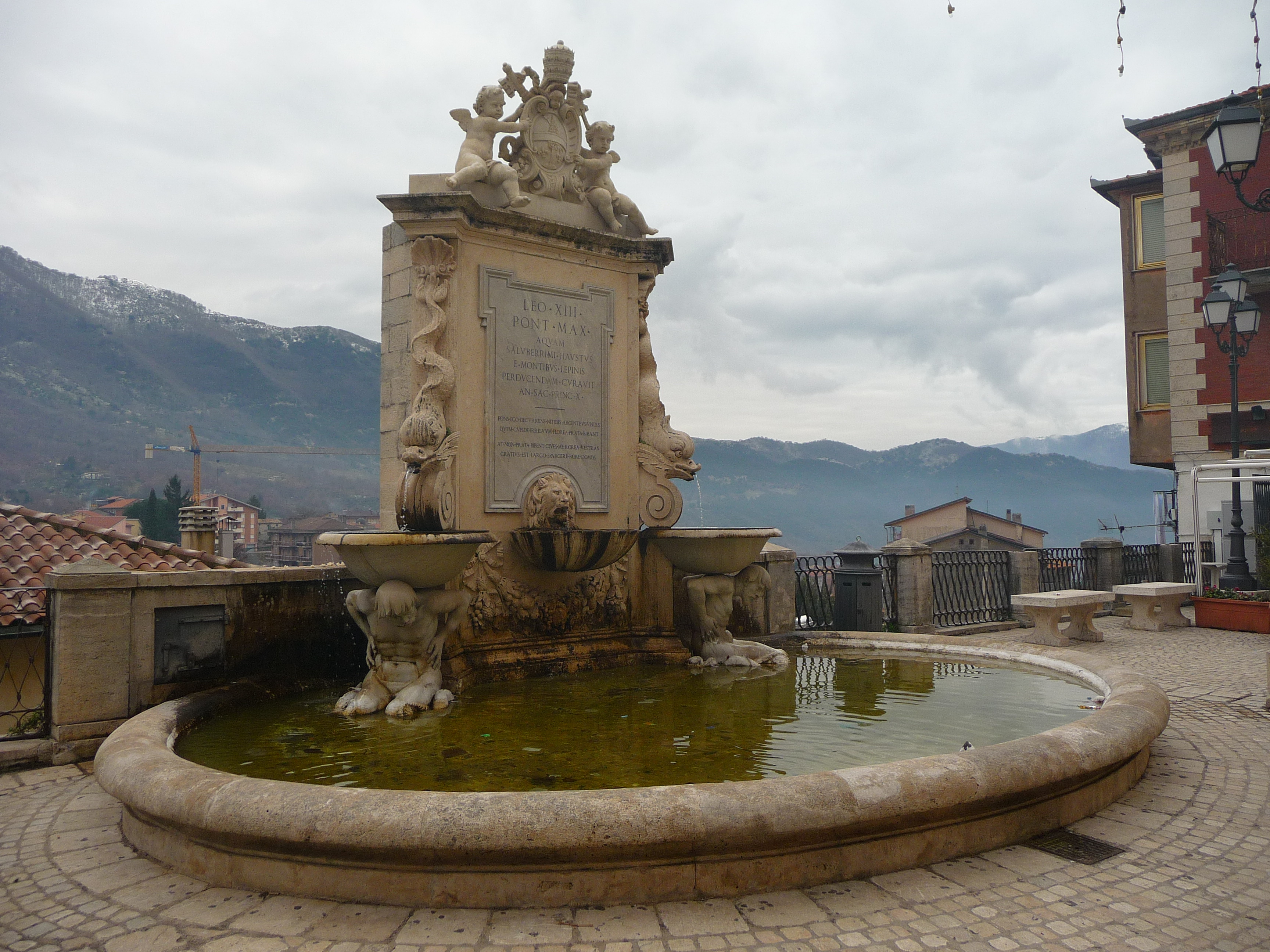
Fontana del Tripisciano

- Fontana del Tripisciano

### Monumenti
- Monumento ai Caduti
- Parco Martiri del '44

### Musei
- Museo la Reggia dei Volsci
- Museo Cimeli di Leone XIII
- Mostra di Arte Sacra Simulacrum
- Museo Agropastorale le Capanne

## Economia

### Artigianato
Tra le attività economiche più tradizionali, diffuse e rinomate vi sono quelle artigianali, come l'arte della ceramica e della terracotta.

## Amministrazione
Nel 1872 Carpineto cambia denominazione in Carpineto Romano. 

### Altre informazioni amministrative
- Fa parte della XVIII Comunità dei Monti Lepini.

### Gemellaggi
- Wadowice

## Sport
Ha sede a Carpineto Romano la società di calcio SSD Semprevisa, nata nel 1931, militante nel campionato laziale di Serie D.